# 姒健敏
姒健敏（1957年11月—），浙江绍兴人，中华人民共和国医学家。

## 生平
1976年4月，姒健敏参加工作。1982年，姒健敏毕业于浙江医科大学。1991年12月，获浙江医科大学在职研究生医学硕士学位。曾任浙江医科大学附属第一医院内科医生。1996年6月到2001年10月，任浙江大学医学院附属邵逸夫医院副院长。1996年1月到1997年7月，兼任浙江医科大学成人教育学院副院长。2001年11月到2005年2月，担任浙江大学医学院常务副院长。2005年2月起，担任浙江大学副校长。
1988年7月，加入九三学社。2002年，当选为九三学社浙江省委会副主委，同年当选为九三学社中央委员。2008年，升任九三学社浙江省委会主委，2012年连任。
姒健敏是第九届浙江省政协常委、文卫体委副主任。2013年1月31日，当选第十二届浙江省人大常委会副主任。他还是第十一、十二届全国人大常委会委员。。2013年6月姒健敏兼任浙江省社会主义学院院长。2023年1月届满不再担任浙江省人大常委会副主任。
2023年任浙江省科学技术协会主席。
姒健敏是主任医师，教授、博士生导师。作为医学消化病学专家，截至2007年，承担过25项国家、省部级科研项目，获8项省部科技进步奖，获2项国家发明专利、3项实用专利，在国内外出版过10多部专著，发表150多篇论文。

## 祖先
姒健敏所屬的姒姓乃是禹皇從未改姓過的嫡系後裔，亦是上古八大姓流傳至今、但又不屬於百家姓的唯一姓氏，非常罕見，目前分布各地的不足2000人。姒健敏的家鄉浙江绍兴為最大的聚居地，历代都有纪念大禹的活动。